# Luftrettung in Tschechien

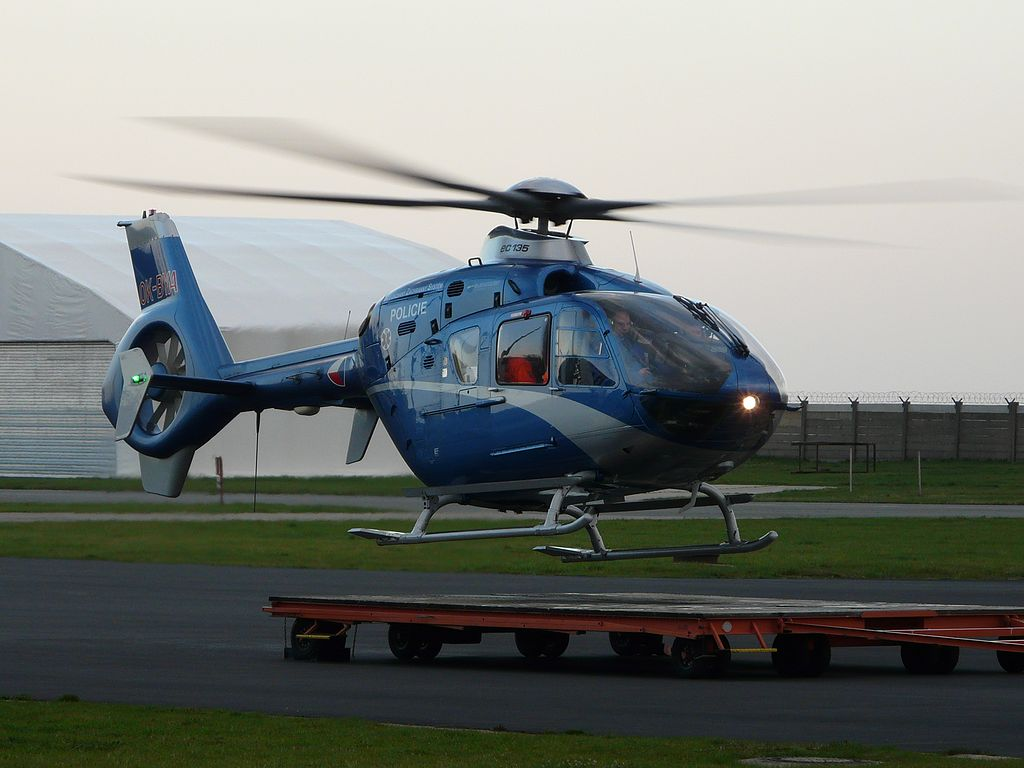
Kryštof 01

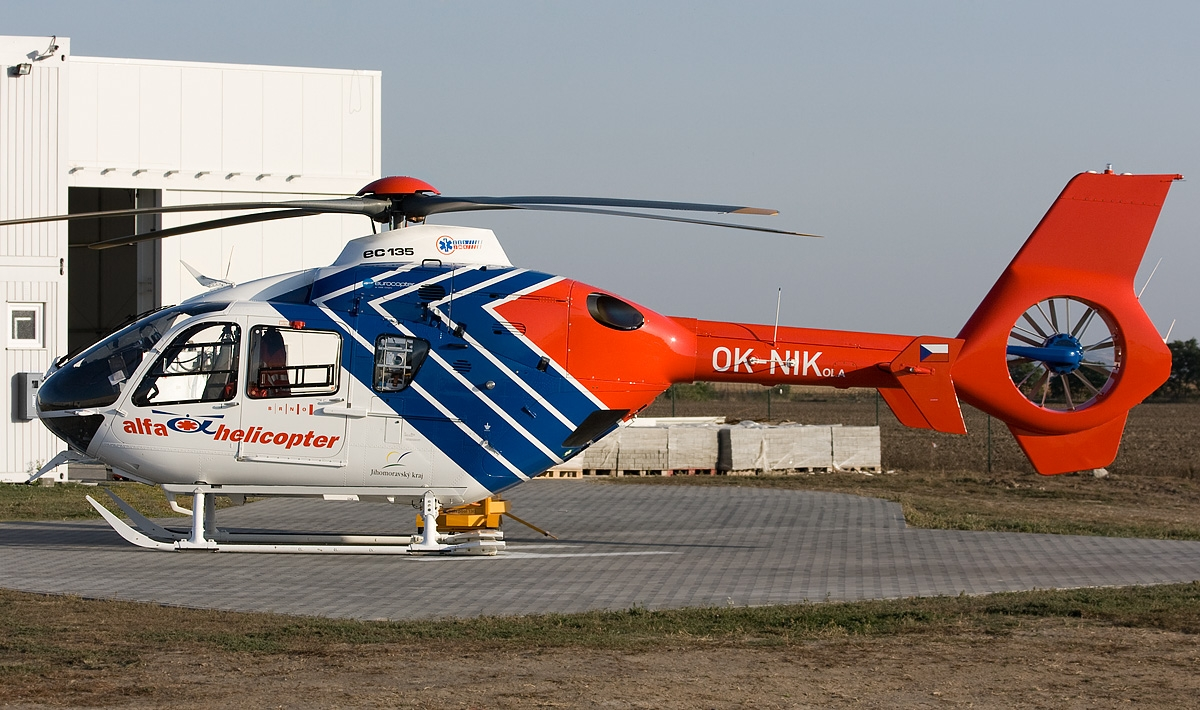
Kryštof 04

In Tschechien gibt es ein flächendeckendes Netz von zehn Luftrettungsstationen, die sich in den einzelnen Regionen befinden. Die Rettungshubschrauber stellen private Betreiber, die Polizei und die Luftstreitkräfte der Tschechischen Republik. Die Anforderung der Rettungshubschrauber erfolgt über den Notruf der Rettungsdienste (Krankenwagen) 155. Das Netz der Stützpunkte ist so angelegt, dass kein Punkt in Tschechien weiter als 50 km vom Stützpunkt entfernt ist.

## Geschichte
Die Anfänge der Luftrettung gehen auf erste Probeeinsätze in der Hohen Tatra in der damaligen Tschechoslowakei in den 1960er Jahren zurück. Als erste Hubschrauber wurden Mil Mi-4 benutzt. Nach dem Absturz eines Hubschraubers vom Typ Mil Mi-8 in der Hohen Tatra im Juni 1979 wurden die Flüge ausgesetzt.
1985 entstand am Föderalen Verkehrsministerium eine Koordinationsgruppe, die den Aufbau eines Luftrettungsnetzes vorbereiten sollte. Am 1. April 1987 wurde in Prag und dem Mittelböhmischen Kreis der Probebetrieb des Kryštof 01 mit einem Rettungshubschrauber vom Typ Mil Mi-2 eingerichtet. Ab dem 1. Juli 1987 erweiterte man den Probebetrieb um den Standort Kryštof 02 in Banská Bystrica für den Mittel- und Ostslowakischen Kreis. Anhand des Probebetriebs wurde dann über den Ausbau eines landesweiten Luftrettungsnetzes entschieden, welches auf dem Gebiet Tschechiens etwa 1992 im heutigen Ausmaß vollendet wurde.

## Standorte
| Rufname    | Standort                  | Einsatzbereich | Betreiber                | Betrieb        | Rettungshubschrauber |
| ---------- | ------------------------- | -------------- | ------------------------ | -------------- | -------------------- |
| Kryštof 01 | Prag                      |                | Polizei der ČR           | ununterbrochen | EC 135 T2+           |
| Kryštof 04 | Brünn                     |                | DSA                      | ununterbrochen | EC 135 T2+           |
| Kryštof 05 | Ostrava                   |                | Air Transport Europa     | ununterbrochen | EC 135 T2+           |
| Kryštof 06 | Hradec Králové            |                | DSA                      | Tag            | EC 135 T2+           |
| Kryštof 07 | Líně bei Pilsen           |                | Luftstreitkräfte         | ununterbrochen | PZL W3A Sokol        |
| Kryštof 09 | Olmütz                    |                | Air Transport Europa     | Tag            | Augusta A109 K2      |
| Kryštof 12 | Jihlava                   |                | Helikopter Air Transport | Tag            | EC 135 T2+           |
| Kryštof 13 | Planá u Českých Budějovic |                | DSA                      | ununterbrochen | EC 135 T2+           |
| Kryštof 15 | Ústí nad Labem            |                | DSA                      | Tag            | EC 135 T2+           |
| Kryštof 18 | Liberec                   |                | DSA                      | Tag            | EC 135 T2+           |

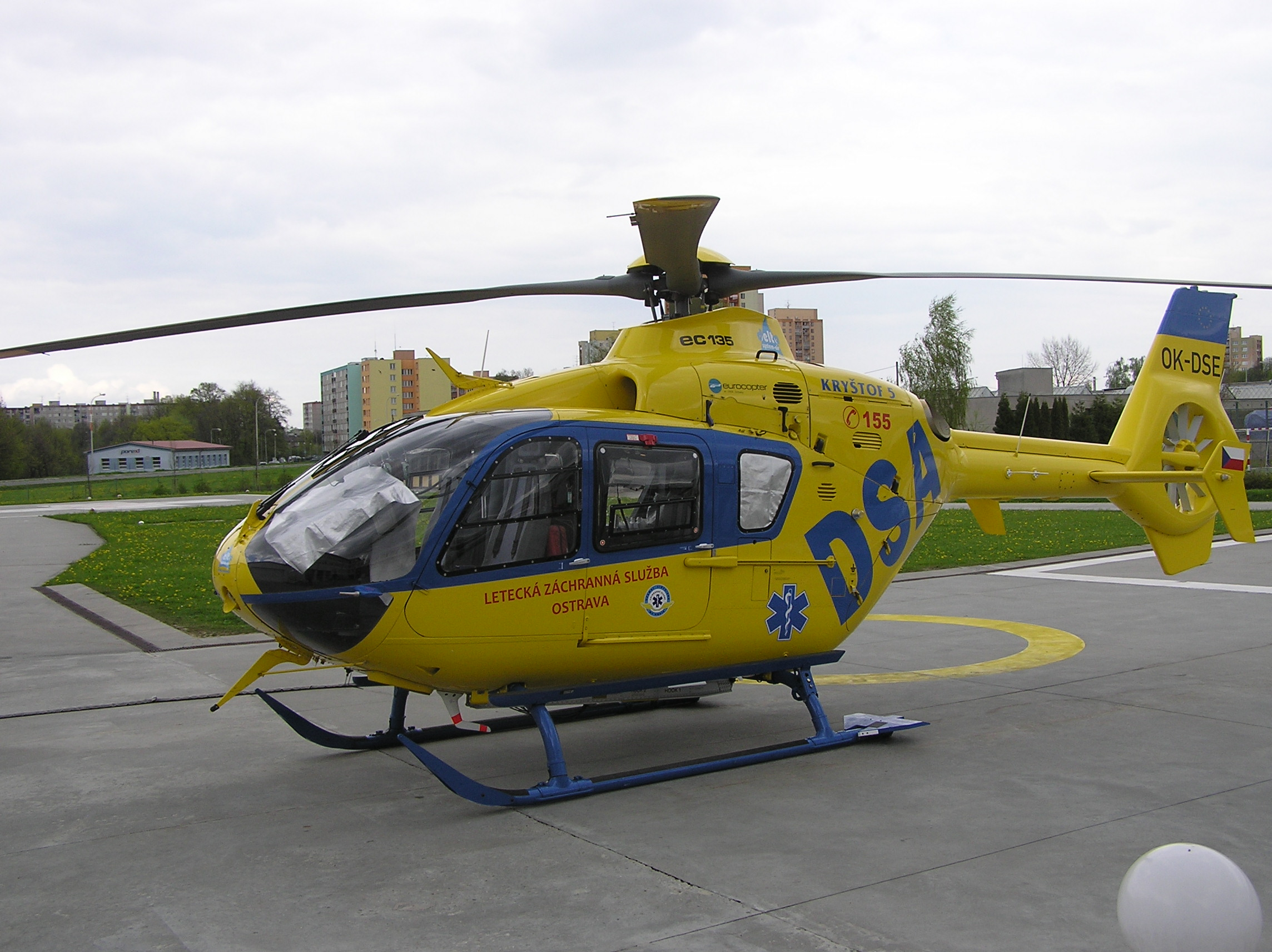
Kryštof 05

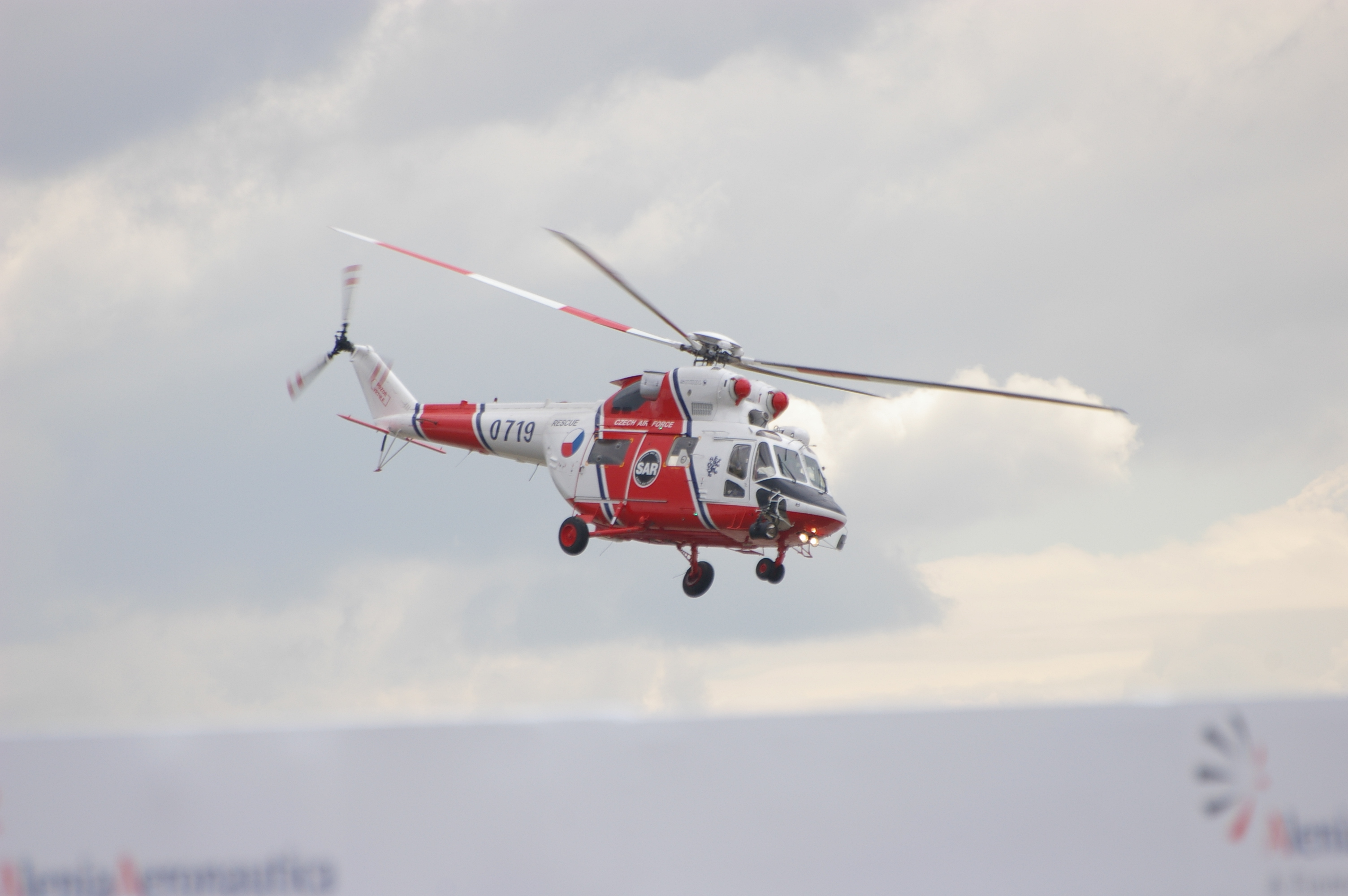
Kryštof 07

Im Jahr 2004 wurden etwa 5.500 Patienten durch Hubschrauber transportiert. Im Durchschnitt hat jeder der Hubschrauber 400 bis 500 Einsätze pro Jahr.